# Lirometopum
Lirometopum is een geslacht van rechtvleugeligen uit de familie sabelsprinkhanen (Tettigoniidae). De wetenschappelijke naam van dit geslacht is voor het eerst geldig gepubliceerd in 1875 door Scudder.

## Soorten
Het geslacht Lirometopum omvat de volgende soorten:
- Lirometopum concolor Karny, 1907
- Lirometopum coronatum Scudder, 1875